# عفصة

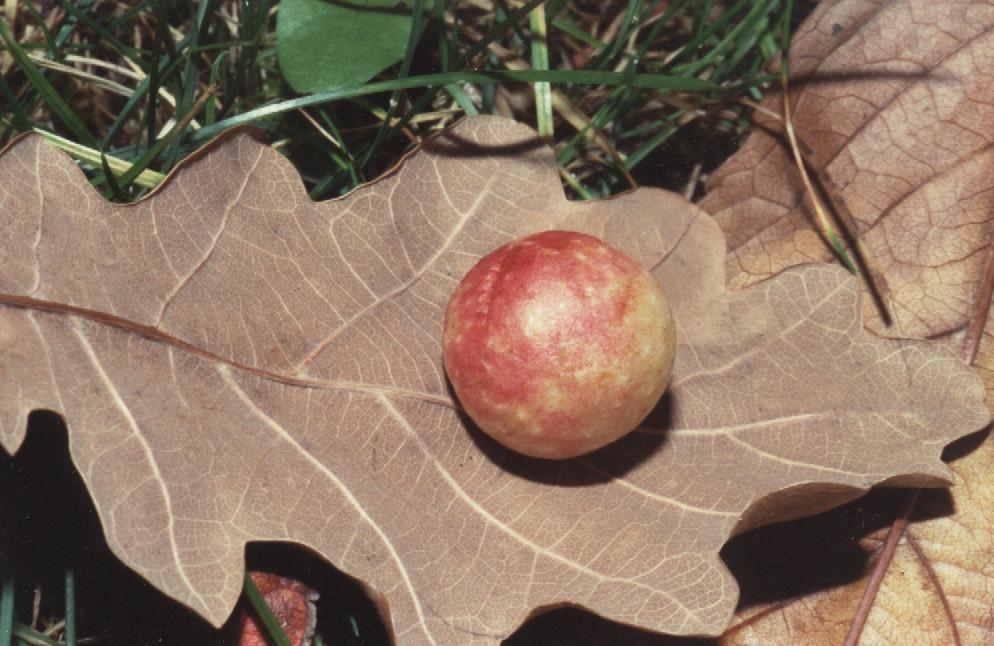

العفصة هو نمو غير طبيعي على النبات تسببه عادة يرقات الحشرات، وخصوصا الزنابير الصغيرة. ويمكن أن تسببه البكتيريا أو الفطريات، أو الفطر المخاطي أو دود يدعى الدود الخيطي
وقد توجد العفصة على الجذور والساق أو برعم الزهرة أو الورقة أو الزهرة.

## اشكال العفصة
العفصات لها أشكال عديدة. فبعضها ناعم ومستدير، كالكرات الصغيرة، وبعضها خشن ومغطى بالشعر، وبعضها يشبه في شكله مخروط الصنوبر الصغير أو عنقودا من النجوم المتدلية. ولا أحد يعرف تماما كيف تنمو. تضع الحشرة البيضة داخل المادة اللزجة في نسيج النبات. وبعد أن تفقس البيضة وتخرج اليرقة، ينشط نسيج النبات حول اليرقة بطريقة كيميائية تفاعلية، وتتطور سريعاً إلى نمو غير طبيعي (عفصة) حول اليرقة. وتحتوي بعض العفصات على يرقة واحدة، بينما يحتوي بعضها على اثنتي عشرة يرقة. وتتفاوت العفصة في الحجم بشكل كبير من انتفاخ بسيط إلى نمو بارز كبير. وغالبًا ما تكسر الطيور، والسناجب، والحشرات العفصةَ وتأكل اليرقات، ولكن العديد من العفصات يحمي اليرقات. وتنتج بعض العفصات مادة لزجة، وتوقع بالحشرات المهاجمة.
وكثير من الحشرات تنتج عفصات مؤذية للنبات، مثل الذبابة الهسية التي تدمر محاصيل القمح، ولكن بعض العفصات مفيدة. وتفرز يرقة العفصة ذات الأجنحة الأربعة عفصة إسفنجية تشبه التفاحة
على شجر البلوط. وتحتوي هذه العفصات على حمض التنين وهو مادة مُرة تستخدم في دباغة الجلود. وتُجمع العفصات ذات القيمة التجارية في أجزاء من سوريا وإيطاليا وإيران وقبرص وآسيا الصغرى.